# 夾江千佛岩摩岩造像
夹江千佛岩石窟位於四川省夾江縣城郊，文物遺址年代判定為唐。1956年8月16日公佈為四川省第一批歷史及革命文物保護單位。大小共271龕。1980年7月7日重新公佈為四川省第一批文物保護單位。2006年5月25日列為第六批全國重點文物保護單位。